# Georg Philipp Christoph Leuxner
Georg Philipp Christoph Leuxner (* 1747 in Aub; † 1810 in Hönningen) war ein Theologe und Jurist. Er wirkte als Professor für Kirchenrecht an der Universität Trier.

## Leben
Georg Philipp Christoph Leuxner wurde im Jahr 1747 in der Amtsstadt Aub im Hochstift Würzburg geboren. Sein Vater war der in der Stadt als Chirurg oder Bader tätige Friedrich Leuxner, er hatte im September 1743 die Auberin Anna Barbara Neller geheiratet. Georg Philipp Christoph war das zweite Kind des Ehepaares, das nicht im Kindbett verstarb. Er hatte eine ältere Schwester und mindestens zwei jüngere Geschwister. Leuxner erhielt seinen Onkel, den Kanonisten Georg Christoph Neller als Taufpaten. Als dieser auf einen Professorenposten nach Trier berufen wurde, folgte er dem Onkel kurze Zeit später.
Der junge Georg Philipp Christoph wurde in der Metropolitanstadt Trier erzogen und studierte später an der dortigen Universität. 1764 bzw. 1765 erhielt er sein Bakkalaureat. Diesem schloss sich 1766 ein Jurastudium an, das 1771 mit der Promotion zum Doktor beider Rechte endete. Anschließend nahm Leuxner weitere Studien auf, 1773 ist er als Baccalaureus biblius in Nancy nachzuweisen. Ein Jahr später nahm er ein Studium an der Universität Löwen auf. Er schlug eine geistliche Laufbahn ein und wurde 1774 zum Priester geweiht.
In Trier wurde er Subregens des dortigen Priesterseminars. Anschließend folgte die Ernennung zum Professor am Trierer Klementinum. Leuxner wurde schließlich 1779 als Nachfolger seines Onkels zum ordentlichen Professor für Kirchenrecht an der Universität Trier ernannt. Im Gegensatz zu seinem Vorgänger sind kaum Veröffentlichungen nachgewiesen. Zwischen 1780 und 1794 bekleidete er außerdem das Amt des Kanonistikprofessors. Mit der Stelle war eine Pfründe an St. Simeon verbunden, die Leuxner 1780 antrat. Er erhielt die Ehrentitel eines Geistlichen Rates und wurde 1787 und 1790 zum Dekan des Simeonstifts ernannt. Georg Philipp Christoph Leuxner starb 1810 in den Baulichkeiten des Simeonstifts in Hönningen.

## Werke (Auswahl)
- mit Christoph Neller: Exercitium juridicum. Trier 1769.
- Ad Cap. 4. de Offic. Archipresb. Dissertatio Inauguralis Canonica De Plebium Archipresbyteris In Communi. Trier 1771.
- Clarissimi Georgii Christophori Neller, J. V. Doctoris, Ad SS. Theol. Doctoratum Admissi.... Trier 1787.[3]